# Harmony (Piet Veerman)
Harmony is een muziekalbum van Piet Veerman uit 1988. Het album stond 19 weken in de albumtop van Veronica met nummer 25 als hoogste notering. Van het album verschenen de nummers A new tomorrow , Whenever you need me en Go on home ook op een single.

## Nummers
| Nummer | Naam                         | Duur |
| ------ | ---------------------------- | ---- |
| A1     | Whenever you need me         | 4:05 |
| A2     | Someone who remembers        | 3:44 |
| A3     | Garden of love               | 4:29 |
| A4     | Go on home                   | 4:33 |
| A5     | A new tomorrow               | 4:54 |
| B1     | On my own                    | 2:58 |
| B2     | Old time feeling             | 3:41 |
| B3     | Be my light                  | 4:03 |
| B4     | If I could paint your dreams | 3:35 |
| B5     | Call on me                   | 4:16 |